# Dost Mohammad Chan
Dost Mohammad Chan (pers./pasztu دوست محمد خان) (ur. 23 grudnia 1793, zm. 9 czerwca 1863) był założycielem rządzącej w Afganistanie dynastii Barakzai. 

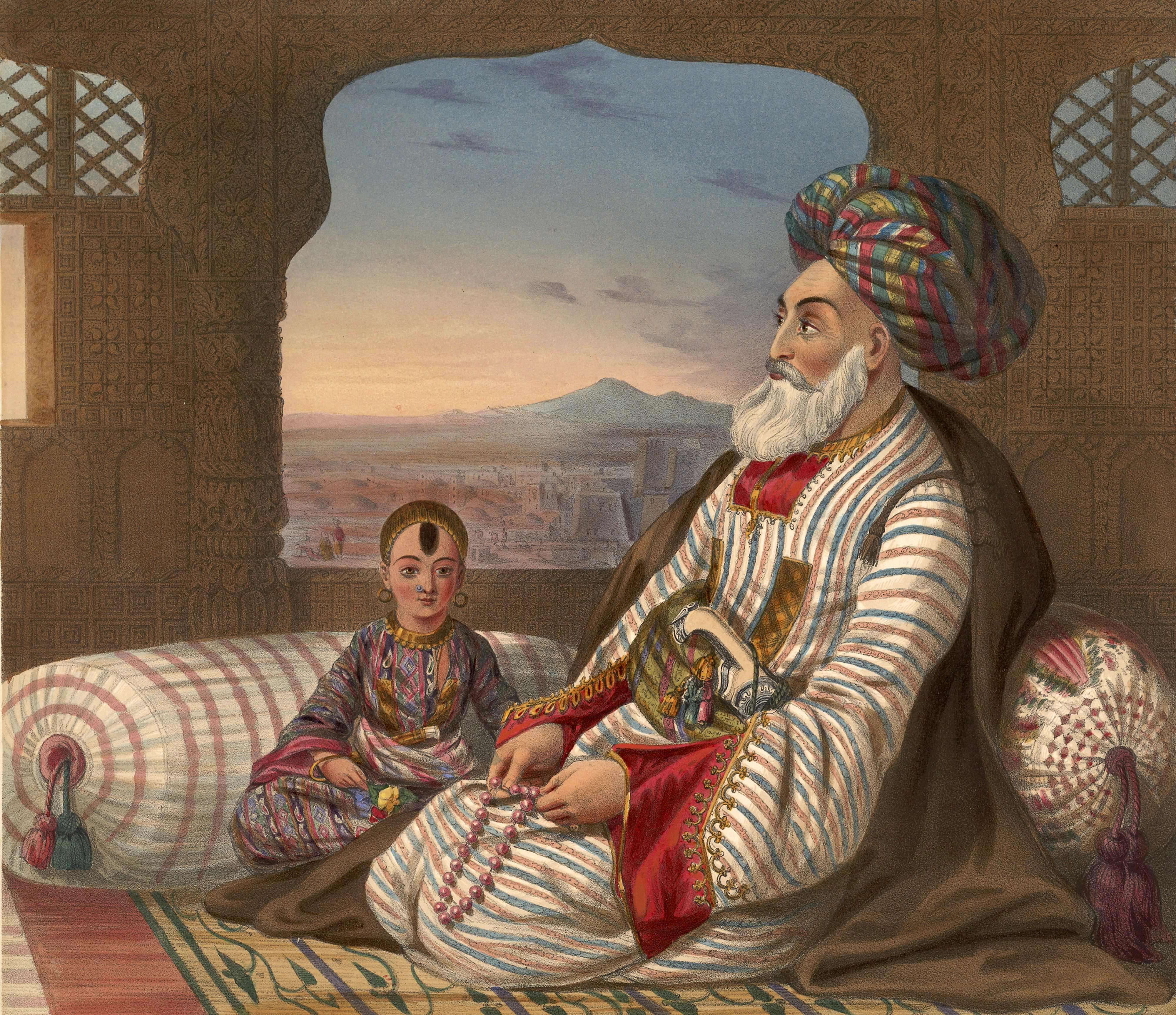
Dost Mohammad z najmłodszym synem

Jego starszy brat, przywódca Barakzai Fatteh Chan, miał duży udział w podniesieniu Mahmuda Szaha do rangi zwierzchnika Afganistanu w roku 1800 i przywróceniu go na tron w roku 1809. Mahmud „spłacił” usługi Fatteha Chana mordując go w 1818, przez co naraził się na wrogość jego plemienia.
Po krwawym konflikcie Mahmud został pozbawiony wszystkich posiadłości z wyjątkiem Heratu, a reszta jego dominiów została podzielony pośród wszystkich braci Fatteha Chana. Dost Mohammad otrzymał Ghazni, do którego w 1826 dodał Kabul, najbogatszą z afgańskich prowincji.